# 戈爾塞國家公園
49°35′N 20°3′E / 49.583°N 20.050°E

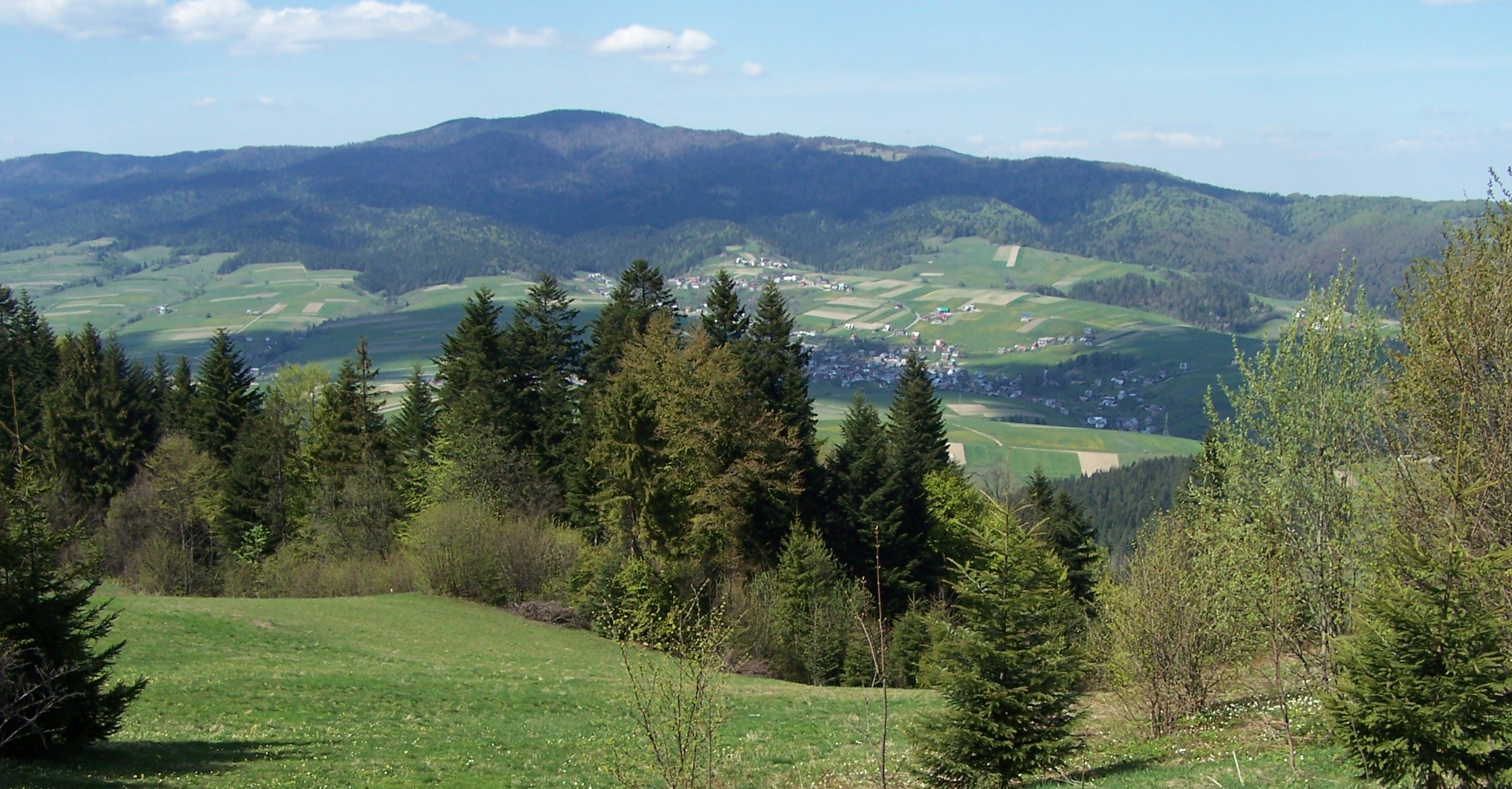

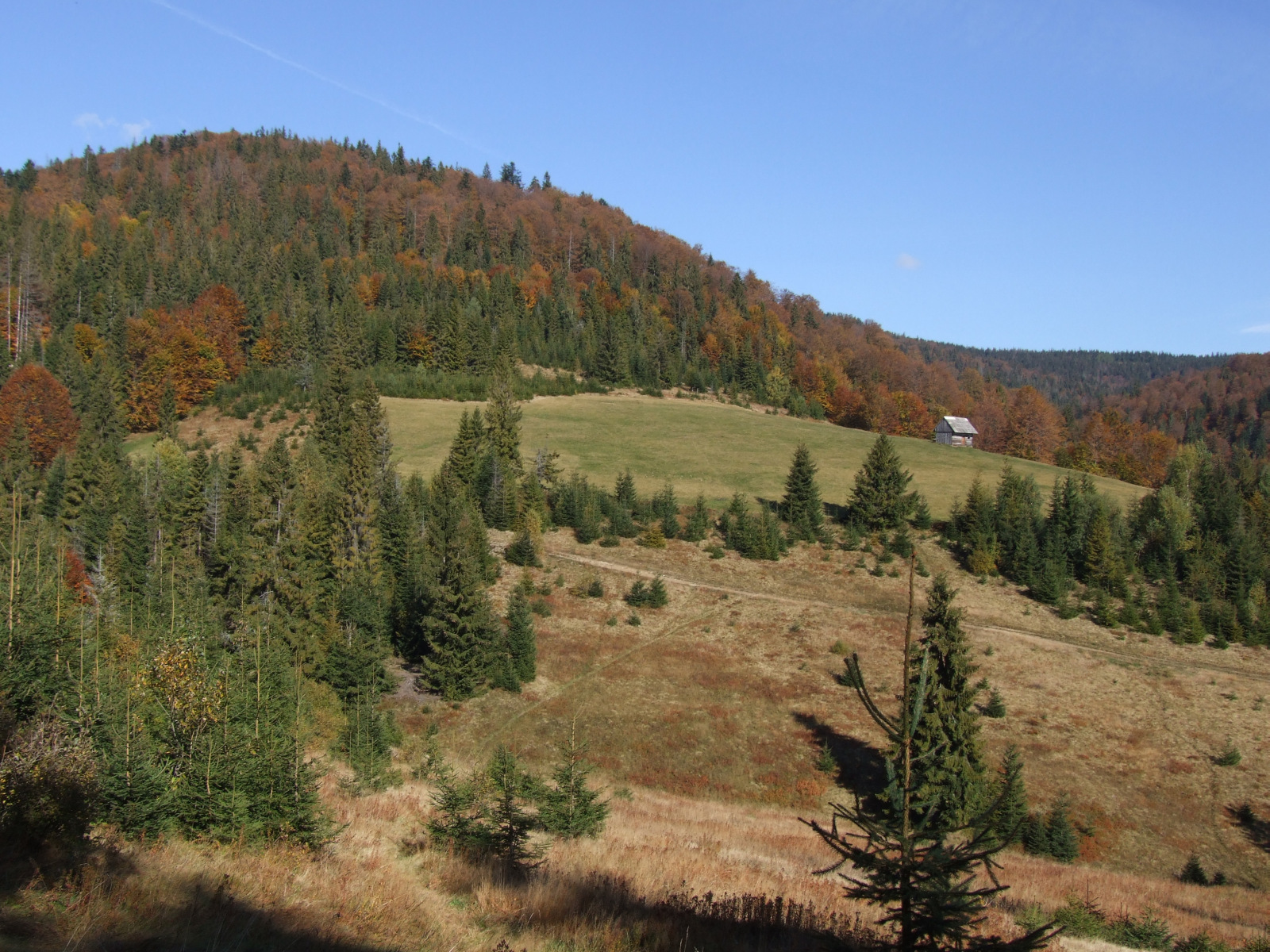

戈爾塞國家公園是波蘭的國家公園，位於該國南部，由小波蘭省負責管轄，始建於1981年，面積70平方公里，最高點海拔高度1,288米，是超過46種哺乳類動物的棲息地。

## 外部連結
- The Board of Polish National Parks